# Rohdiamant (Album)
Rohdiamant ist das zweite Studioalbum des deutschen Rappers Samra. Das Album erschien am 23. April 2021 bei Samras Label Cataleya Edition und wird von Universal Urban vertrieben.

## Hintergrund
Das Album wurde am 21. September 2020 über Samras Instagram-Account bekanntgegeben. Der Titel nimmt Bezug auf eines seiner ersten Lieder Rohdiamant, welches im April 2018 bei Bushidos Label ersguterjunge erschien. Die erste Singleauskopplung Rohdiamant ٢٠٢٠ (auch Rohdiamant II) wurde von Beatzarre, Djorkaeff und BuJaa Beats produziert und als Musikvideo auf YouTube veröffentlicht. Gleichzeitig ist es auch das erste Lied auf dem Album. Weiterhin wurde das Lied Goldjunge als Musikvideo veröffentlicht.
Die Lieder auf Rohdiamant sind den Genres Hip-Hop und Rap zuzuordnen. Gastbeiträge kamen von Ano, Bozza und Topic42.
Das Frontcover ist größtenteils in schwarz gehalten. Mittig ist in rot der Schriftzug Rohdiamant zu lesen. Im Hintergrund ist in ebenfalls roter Farbe ein Diamant zu sehen.

## Titelliste
| #  | Titel                      | Produzent(en)                           | Länge |
| -- | -------------------------- | --------------------------------------- | ----- |
| 1  | Rohdiamant ٢٠٢٠            | Beatzarre, Djorkaeff, BuJaa Beats       | 2:42  |
| 2  | Augen überall (feat. Ano)  | Lukas Piano, Kordi                      | 2:47  |
| 3  | Diebe                      | Topic                                   | 2:31  |
| 4  | Keine Liebe                | Lukas Piano, Kordi                      | 2:47  |
| 5  | Kennst du das ?!           | Beatzarre, Djorkaeff                    | 2:55  |
| 6  | Ein allerletztes Mal       | Lukas Piano, Kordi                      | 3:07  |
| 7  | Mon Frère                  | Jumpa, Magestick                        | 3:22  |
| 8  | Mi Amor                    | Lukas Piano, Kordi                      | 2:56  |
| 9  | Im Vorbeifahren            | Lukas Piano, Kordi                      | 2:48  |
| 10 | Chaje (feat. Bozza)        | Lukas Piano, Kordi                      | 2:33  |
| 11 | Leben und leben lassen     | Lukas Piano, Kordi                      | 2:33  |
| 12 | Feuer Gold & Blei          | Lukas Piano, Kordi, Greckoe             | 2:41  |
| 13 | Lost (feat. Topic42)       | Topic                                   | 2:21  |
| 14 | Zeichen                    | Lukas Piano, Kordi                      | 2:45  |
| 15 | SMS                        | Beatzarre, Djorkaeff, Magestick, Joezee | 2:56  |
| 16 | Star                       | Beatzarre, Djorkaeff, Feremiah          | 2:48  |
| 17 | Goldjunge                  | Lukas Piano, Kordi                      | 2:36  |
| 18 | Rausch                     | Topic                                   | 2:35  |
| 19 | Von der Wiege bis ins Grab | Lukas Piano, Kordi                      | 2:58  |
| 20 | Was dann?                  | Lukas Piano, Kordi                      | 2:56  |
| 21 | Der letzte Tag             | Lukas Piano                             | 2:29  |

## Singleauskopplungen
| Jahr | Titel            | Höchstplatzierung, Gesamtwochen, AuszeichnungChartplatzierungen (Jahr, Titel, , Platzierungen, Wochen, Auszeichnungen, Anmerkungen) | Höchstplatzierung, Gesamtwochen, AuszeichnungChartplatzierungen (Jahr, Titel, , Platzierungen, Wochen, Auszeichnungen, Anmerkungen) | Höchstplatzierung, Gesamtwochen, AuszeichnungChartplatzierungen (Jahr, Titel, , Platzierungen, Wochen, Auszeichnungen, Anmerkungen) | Anmerkungen                                                 |
| Jahr | Titel            | DE | AT | CH | Anmerkungen                                                 |
| --- | ---------------- | --- | --- | --- | ----------------------------------------------------------- |
| 2020 | Rohdiamant ٢٠٢٠  | DE1 (8 Wo.)DE | AT3 (5 Wo.)AT | CH4 (6 Wo.)CH | Erstveröffentlichung: 2. Oktober 2020                       |
| 2020 | Kennst du das ?! | DE1 (3 Wo.)DE | AT8 (2 Wo.)AT | CH9 (2 Wo.)CH | Erstveröffentlichung: 13. November 2020                     |
| 2020 | Lost             | DE3 (20 Wo.)DE | AT7 (12 Wo.)AT | CH8 (7 Wo.)CH | Erstveröffentlichung: 10. Dezember 2020 feat. Topic42       |
| 2021 | Goldjunge        | DE27 (1 Wo.)DE | AT46 (1 Wo.)AT | CH48 (1 Wo.)CH | Erstveröffentlichung: 15. Januar 2021                       |
| 2021 | SMS              | DE6 (4 Wo.)DE | AT15 (2 Wo.)AT | CH18 (2 Wo.)CH | Erstveröffentlichung: 19. Februar 2021                      |
| 2021 | Augen überall    | DE15 (2 Wo.)DE | AT35 (1 Wo.)AT | CH39 (1 Wo.)CH | Erstveröffentlichung: 12. März 2021 feat. Ano               |
| 2021 | Diebe            | DE13 (4 Wo.)DE | AT24 (2 Wo.)AT | CH38 (1 Wo.)CH | Erstveröffentlichung: 2. April 2021                         |
| Folgende Lieder erschienen nicht als Single, wurden aber durch das Album zum Download und Streaming bereitgestellt und konnten somit eine Platzierung erlangen: |                  | | | |                                                             |
| |                  | | | |                                                             |
| 2021 | Star             | DE— aDE | AT49 (1 Wo.)AT | CH49 (1 Wo.)CH | Videoauskopplung: 23. April 2021 Charteinstieg: 2. Mai 2021 |

## Rezeption

### Rezensionen
In der Redaktions- und Leserwertung des Online-Magazins laut.de wurde das Album mit ein von fünf Sternen bewertet. Laut dem Redakteur Yannik Gölz enthalte das Album viele „großartige Verses“, aber „nicht einen durchgehend guten Song“. Er bescheinigt Samra ein „offensichtliches Verlassen auf vorgefertigte Muster und Produzenten“. Das Online-Magazin kürte Rohdiamant zu einem der „schlimmsten Alben des Jahres 2021“.

### Charts und Chartplatzierungen
| ChartsChartplatzierungen | Höchstplatzierung | Wochen |
| ------------------------ | ----------------- | ------ |
| Deutschland (GfK)        | 3 (6 Wo.)         | 6      |
| Österreich (Ö3)          | 1 (3 Wo.)         | 3      |
| Schweiz (IFPI)           | 2 (6 Wo.)         | 6      |